# Protection directionnelle

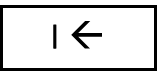
Symbole ANSI de la protection directionnelle à maximum de courant phase

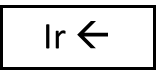
Symbole ANSI de la protection directionnelle à maximum de courant terre

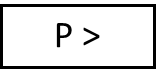
Symbole ANSI de la protection directionnelle à maximum de puissance active

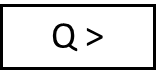
Symbole ANSI de la protection directionnelle à maximum de puissance réactive

Une protection directionnelle est un type de protection électrique.
se servant du sens du courant ou de l'écoulement de la puissance, active ou réactive, pour déterminer si la zone protégée subit un défaut. Lors l'une de ces trois valeurs dépassent un seuil et que le sens est anormal, la protection déclenche. Elle est utilisée pour protéger des lignes, des alternateurs, des transformateurs.
La protection à maximum de courant phase directionnelle a pour code ANSI, le 67, celle de maximum de courant terre directionnelle le  67N. La protection directionnelle de puissance active a le code 32 P, s'il s'agit de puissance active, 32 Q s'il s'agit de puissance réactive.

## Principe

Caractéristique de déclenchement d'une protection directionnelle à maximum de courant

Une protection directionnelle nécessite la mesure de la tension et du courant. Si leurs valeurs sont trop élevées des réducteurs sont utilisés : transformateurs de tension et transformateurs de courant. Le déphasage entre le courant et la tension permet de connaître le sens d'écoulement du premier.
La protection détermine le sens du courant, si celui-ci devient anormal, elle provoque le déclenchement : c'est-à-dire l'ouverture du disjoncteur associé. Typiquement, une protection directionnelle placée à la terre, va déclencher si le courant provient de la terre au lieu de s'y diriger.
Les alternateurs sont un autre exemple clé : si la puissance alimente le générateur au lieu d'en provenir, on peut conclure à un défaut.

## Fonctionnement détaillé

### À maximum de courant
Pour mesurer la direction du courant, une valeur de référence est nécessaire, elle est appelée grandeur de polarisation. En pratique, le courant résiduel ou la tension résiduelle sont utilisés. La première possibilité n'est utilisée en pratique que si le courant à la terre est important. Dans tous les cas, la grandeur de polarisation doit rester suffisamment grande pour permettre la définition de la direction du défaut.
Le courant résiduel est défini comme suit :
{\displaystyle I_{residuel}=I_{1}+I_{2}+I_{3}}
Il est donc égal à trois fois le courant homopolaire. La mesure de ce courant peut être réalisé en montant un transformateur de courant englobant les trois phases ou grâce à trois transformateurs de courant différents. La première solution permet de la mesure de courant plus élevé, par contre la saturation d'un des transformateurs de courant rend fausse la valeur délivrée. Un incertitude de 10 % doit être prévue. La seconde solution est donc plus sensible, par contre elle empêche de blinder les câbles.
La tension résiduelle est mesurée par trois transformateurs de tension, souvent à deux secondaires : le premier, câblé en étoile, permet la mesure des tensions simples et composées ; le second, câblé en triangle ouvert, permet la mesure de la tension résiduelle.
Une autre méthode est de comparer le courant d'un phase, par exemple IA à la référence constituée par la différence des tensions opposées, donc VBC
L'angle entre le courant et la grandeur de polarisation est mesurée. Il doit se trouver dans un plage de valeurs données pour que la protection déclenche.

### À puissance active
La méthode des deux wattmètres est généralement utilisée pour mesurer la puissance active. Elle nécessite deux courants et deux tensions composées. Il faut également que le courant homopolaire soit nul.

## Intérêts et défauts
Par rapport à protection à maximum de courant simple, la protection directionnelle permet de distinguer les défauts en aval de ceux en amont. Ce faisant, seuls les équipements subissant un défaut sont séparés du réseau, ceux sains restant en service. Cela est particulièrement utile si plusieurs sources alimentent le nœud électrique, si le réseau contient des lignes en parallèle ou est maillé.
La protection directionnelle est plus aisée à mettre en œuvre et moins onéreuse qu'une protection différentielle.

## Applications

### Lignes en parallèle

Exemple de protection de deux lignes en parallèle permettant une bonne sélectivité

Deux lignes en parallèle constituent le cas le plus simple et le plus fréquent de réseau bouclé. Le schéma des protections doit être réalisé de telle sorte qu’un défaut sur une liaison ne provoque pas le déclenchement de l’autre ligne.
Lors d’un court-circuit sur une des lignes (voir ci-contre), le courant se partage en deux en fonction des impédances des circuits : une partie s’écoule directement du poste amont dans la ligne en défaut, l’autre passe par le poste aval. L’ordre de fonctionnement des protections est le suivant :
1. B, A et C détectent le défaut
2. B déclenche (temporisation : 0,1 s)
3. C “ retombe ” avant que sa temporisation ne soit écoulée
4. A déclenche (temporisation : 0,4 s).

Une bonne discrimination entre les défauts dans la zone de protection, c'est-à-dire ici entre les transformateurs de courant de chaque ligne, et ceux en dehors est alors possible.

### Poste avec plusieurs sources

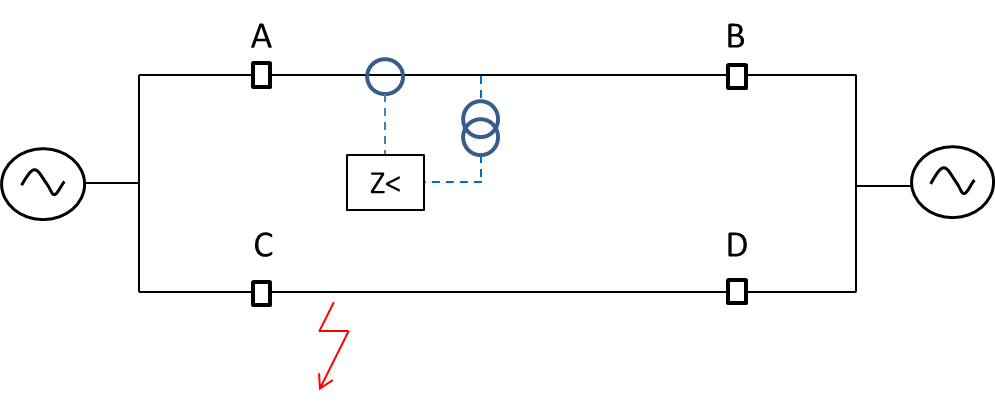
Sans directionnalité, la ligne AB, saine, ici protégée par une protection de distance, déclenche car l'impédance mesurée en A chute brutalement

Les protections directionnelles permettent de distinguer les défauts venant d'une source de ceux venant d'une autre source

Les protections directionnelles de phase sont utilisées sur un réseau radial dans le cas d’un poste alimenté par plusieurs sources simultanément. Pour obtenir une bonne continuité de service, il est important qu’un défaut affectant une des sources n’entraîne pas le déclenchement de toutes les sources.

### Multiples neutres en parallèle
Certains réseaux peuvent être exploités avec le neutre relié à la terre en plusieurs endroits. C’est en particulier le cas lorsque la mise à la terre du neutre est réalisée sur chaque source d’énergie (groupe ou transformateur d’arrivée). La mise en parallèle des sources conduit alors à la mise en parallèle des mises à la terre du neutre. Dans ce cas, la protection sélective des sources contre les défauts à la terre requiert une protection directionnelle de terre sur l’arrivée de chacune des sources.

### Transformateurs en parallèle
Les protections directionnelles de phase peuvent être préférées aux protections différentielles pour protéger deux transformateurs en parallèle. Le principe de fonctionnement est similaire à la protection de lignes en parallèle.

### Perte d'excitation des générateurs synchrones
La rupture ou la mise en court-circuit de l’enroulement d’excitation d’un alternateur est un défaut majeur. Il provoque, soit le fonctionnement de l’alternateur en génératrice asynchrone, soit l’arrêt de la conversion d’énergie et l’augmentation de vitesse. Le premier cas se produit si le circuit d’excitation est en court-circuit ou si le rotor est muni d’enroulements amortisseurs ; le régime est stable mais la machine n’est pas dimensionnée pour l’accepter très longtemps. Dans le second cas, le régime est instable et l’arrêt de la machine entraînante doit être commandé au plus vite.
Il est donc nécessaire de surveiller le circuit d’excitation. Malheureusement, celui-ci est assez souvent inaccessible, totalement situé au rotor (alternateur sans bague ni balais). On utilise alors la mesure de la puissance réactive absorbée (32Q) par la machine ou la mesure de l’impédance à ses bornes. La mesure de puissance réactive est la plus simple et la plus utilisée pour protéger les machines de faible et moyenne puissance. Elle permet de détecter toute absorption de puissance réactive, donc un fonctionnement de l’alternateur en génératrice asynchrone. Le seuil de détection doit pouvoir être réglé à une valeur inférieure à Sn.

### Pertes de l'apport en puissance mécanique des générateurs synchrones

Caractéristique P-Q de la protection d'un alternateur

Un groupe relié à un réseau puissant continue à tourner au synchronisme même si la machine entraînante (diesel ou turbine) n’est plus alimentée en énergie. L’alternateur fonctionne alors en moteur synchrone. Ce fonctionnement peut être préjudiciable à la machine entraînante. Pour détecter un tel fonctionnement, on utilise obligatoirement un relais directionnel de puissance active.

## Construction
Auparavant les protections directionnelles étaient réalisées au moyen de relais électromécaniques à comparation de phases. De nos jours, les relais numériques permettent d'intégrer les protections directionnelles combinées à d'autres protections comme la protection de distance. Les algorithmes du relais, dits commande logique, permettent alors de déterminer le cas à prendre en compte. Elles sont donc simples et peu coûteuses.